# Бейкер, Джерри
Джерард Остин «Джерри» Бейкер (11 апреля 1938, Нью-Рошелл, Нью-Йорк — 24 августа 2013, Уишо, Норт-Ланаркшир) — американо-британский футболист. С 1955 по 1970 год он сыграл шестнадцать сезонов в шотландском и английском первом дивизионе. Он также сыграл семь матчей, забив два гола, за национальную сборную США в 1968—1969 годах.

## Ранние годы
Бейкер родился в шотландской семье в Нью-Рошелле, Нью-Йорк. В 1939 году его родители в течение короткого времени переехали в Ливерпуль, где родился брат Джерри, будущий игрок сборной Англии, Джо Бейкер. Их отец работал на торговом флоте во время Второй мировой войны и умер во время службы. Семья была эвакуирована в Шотландию, и братья воспитывались в Мотеруэлле.

## Молодёжная карьера
Бейкер посещал начальную школу Парк и среднюю школу Св. Джозефа. Он играл в футбол за «Крейгнюк Бойз Клаб» и продолжил молодёжную карьеру в Ланаркшире. Когда ему было четырнадцать, он подписал контракт с «Ларкхолл Тисл» и сыграл за клуб в шести матчах.
В мае 1949 года в возрасте 17 лет он перешёл в «Челси», где играл в молодёжной и третьей команде в 1955/56 сезоне. В следующем сезоне он сыграл в шести матчах за резервный состав (забил четыре гола), а также представлял третью команду. 26 сентября 1956 года Бейкер сыграл один матч за первую команду «Челси» против «Лутон Таун» в матче Южного Кубка прожектора. Он вернулся в Шотландию в конце 1956 года из-за тоски по дому.

## Клубная карьера
В декабре 1956 года Бейкер подписал контракт с клубом Первого дивизиона Шотландии, «Мотеруэлл», где он играл на позиции левого вингера. В течение следующих трёх лет он сыграл тринадцать матчей, забив четыре гола, за первую команду. В течение 1958/59 сезона «Мотеруэлл» продал Бейкера в «Сент-Миррен», так как он был не в состоянии вытеснить из основного состава Иана Сент-Джона и Пэта Куинна.
Он забил победный гол за «Сент-Миррен» в своём дебютном матче, принеся победу со счётом 2:1 над командой своего брата Джо, «Хиберниан». 25 апреля 1959 года он забил третий гол в матче «Сент-Миррена» против «Абердина» в финале кубка Шотландии 1959 года, в итоге его команда выиграла со счётом 3:1. Это был его восьмой гол в кубке Шотландии 1958/59 сезона, он забивал в каждом раунде. 30 января 1960 года он забил десять голов в матче против Университета Глазго, соперник был разгромлен со счётом 15:0. Джерри был лучшим бомбардиром клуба в 1958/59 и 1959/60 сезонах.
К этому времени Бейкера начали замечать ведущие английские клубы, и в ноябре 1960 года «Манчестер Сити» заплатил за его трансфер £ 17000. Бейкер провёл оставшуюся часть сезона 1960/61 и начало 1961/62 сезона с «Сити», прежде чем в ноябре 1961 года был продан «Хиберниан» за £ 18000. В течение следующих двух лет Бейкер забил 43 гола в 84 играх за клуб до перехода в «Ипсвич Таун» в декабре 1963 года. «Ипсвич» заплатил £ 25000 за Бейкера, и футболист оправдал свою цену, забив 66 мячей в 151 игре. «Ипсвич» затем в ноябре 1967 года продал Бейкера в «Ковентри Сити». В течение следующих двух сезонов Бейкер забил только шесть раз в более чем тридцати играх за «Ковентри». В октябре 1969 года «Ковентри» сдал Бейкера в аренду «Брентфорду», где он забил два гола в восьми играх. «Ковентри» уволил Бейкера в конце сезона. Бейкер затем подписал контракт с «Маргейтом» как играющий тренер. За это время он получил несколько травм: сначала вывихнул плечо в августе 1970 года, затем сломал несколько рёбер в ноябре. Несмотря на эти повреждения, Бейкер сыграл в общей сложности 48 матчей и забил шестнадцать голов, прежде чем покинуть клуб 30 сентября 1971 года. Затем он присоединился к «Нанитон Таун», а его последним клубом стал «Вустер Сити».

## Национальная сборная
Бейкер имеет двойное гражданство США и Великобритании, и когда стало ясно, что в нём не заинтересованы ни Шотландия, ни Англия, он сделал свой выбор в пользу США. Он присоединился к США во время начала отборочных матчей к чемпионату мира 1970. Его первый матч состоялся 17 октября 1968 года в отборе на кубок мира, его сборная со счётом 4:2 проиграла Канаде. В течение следующего месяца Бейкер начал шесть игр за США с первых минут, 2 ноября 1968 года он сделал дубль в матче квалификации на ЧМ против Бермуд, внеся свой вклад в победу со счётом 6:2. Его последняя игра за США закончилась поражением с минимальным счётом от Гаити 11 мая 1969 года. Это поражение лишило США шансов на место в финальной части мундиаля.

## Тренерская карьера и годы после футбола
В 1970 году Бейкер получил первый тренерский опыт, когда был нанят в качестве играющего тренера клуба «Маргейт». Он оставался в этой должности, пока не покинул клуб в сентябре 1971 года. Позже он руководил шахтёрской командой «Ковентри Кольер» в 1979/80 сезоне.
После ухода со спорта Бейкер работал на ковентрийском заводе «Jaguar». Обе его дочери, Карен и Лорриана, были спортсменками. Лорриана заняла пятое место в беге на 800 метров на Олимпийских играх 1984 года. В мае 2007 года Джерри Бейкер был включён в зал славы «Сент-Миррена». Он умер 24 августа 2013 года в возрасте 75 лет.